# Maciej Rybiński (dziennikarz)

Nagrobek Macieja Rybińskiego i jego żony Krystyny Grzybowskiej na Cmentarzu Powązkowskim

Maciej Jerzy Rybiński (ur. 5 marca 1945 w Warszawie, zm. 22 października 2009) – polski dziennikarz, publicysta, felietonista, komentator polityczny, ekonomiczny i społeczny, satyryk, scenarzysta, pisarz.
Jego żoną była dziennikarka Krystyna Grzybowska. Był ojcem Aleksandry Rybińskiej, również dziennikarki.

## Życiorys
W 1964 ukończył VIII Liceum Ogólnokształcące im. Władysława IV.
Studiował polonistykę na Uniwersytecie Warszawskim, a w zawodzie debiutował jako dziennikarz sportowy (tygodnik „Sportowiec”). Później został felietonistą tygodnika studenckiego „itd”. Był jednym ze scenarzystów serialu Alternatywy 4, a także współautorem wielu kryminałów. Występował w Kabarecie pod Egidą.
Od 1982 przebywał na emigracji w Niemczech i w Wielkiej Brytanii. Był wówczas współpracownikiem niemieckiej katolickiej agencji prasowej KNA, pracownikiem BBC World Service w Londynie, potem korespondentem BBC w Bonn i Brukseli. Pisał dla wielu pism emigracyjnych, m.in. paryskiej „Kultury”, „Kontaktu”, „Dziennika Polskiego i Dziennika Żołnierza”, „Orła Białego”, „Poglądu”.
W 1989 rozpoczął współpracę z „Rzeczpospolitą”. Do Polski wrócił w listopadzie 1998. Pisał felietony do tygodnika „Wprost”, „Faktu” (od 2006 pod tytułem „Jestem, więc piszę”, pod koniec prowadził też satyryczną rubrykę „Bigos z Ryby”), „Dziennika Polskiego”, „Rzeczpospolitej” oraz „Gazety Polskiej”
W 1997 redaktor naczelny „Gazety Wyborczej” Adam Michnik oskarżył Macieja Rybińskiego o plagiat artykułu z „Frankfurter Allgemeine Zeitung”. Plagiatem był jego tekst pt. Biznes wraca na Zachód, który okazał się niemal identyczny z przedrukiem opublikowanym w Forum pt. Minęło oczarowanie Europą Wschodnią. Odpowiedzią na ten zarzut był tekst Ja znany plagiator, w którym zwrócił uwagę na szereg istniejących jego zdaniem nieścisłości w informacjach podawanych przez Adama Michnika i dziennikarza „Gazety Wyborczej” Pawła Wrońskiego. Ówczesny redaktor naczelny „Rzeczpospolitej” Piotr Aleksandrowicz z powodu plagiatu zerwał współpracę z Maciejem Rybińskim.
Maciej Rybiński był członkiem Stowarzyszenia Pisarzy Polskich i Stowarzyszenia Wolnego Słowa. W 2008 został Honorowym Członkiem Stowarzyszenia KoLiber.
Od dłuższego czasu cierpiał na chorobę serca, 22 października 2009 zmarł nagle w Warszawie. 29 października 2009 r. urnę z jego prochami złożono w rodzinnym grobowcu na Starych Powązkach (kwatera 279-5-16).

## Odznaczenia i nagrody
W 2002 został laureatem Nagrody Kisiela (nagrodę uzasadniano tym, że „pisze, bo myśli”).
29 października 2009 za wybitne zasługi dla rozwoju polskiej kultury, a w szczególności za osiągnięcia w twórczości publicystycznej i pracy dziennikarskiej będącej przykładem niezależności myślenia i odwagi głoszenia własnych poglądów, za zasługi w działalności na rzecz przemian demokratycznych w Polsce został pośmiertnie odznaczony Krzyżem Komandorskim z Gwiazdą Orderu Odrodzenia Polski.

## Wybrane publikacje
- Góralskie tango (1978) – wraz z Januszem Płońskim
- Balladyna Superstar (1984) – wraz z Januszem Płońskim
- Brakujące ogniwo (2005) – wraz z Januszem Płońskim
- Jestem, więc piszę. 2003–2005 (2005), zbiór felietonów, wydawnictwo UMCS
- Bruderszaft z Belzebubem (2008), powieść, Axel Springer
- Ryba w czerwonej Zalewie, zbiór felietonów (2011), wydawnictwo LTW
- Ryba Ludojad, felietony z Rzeczpospolitej (2011), wydawnictwo M
- Maciej Rybiński: Felietony (2011), Ringier Axel Springer Polska
- Bajeczki ekonomiczne, zbiór felietonów o ekonomii, (2013), Zysk i S-ka